# Galantni fantom (1959.)
Galantni fantom je hrvatska televizijska drama (odnosno televizijska groteska) iz 1959. godine, scenarista Ive Ruggerija, u režiji Antona Martija.
Premijerno je prikazana 18. ožujka 1959. na Televiziji Zagreb. Snimka ove drame nije sačuvana u arhivima Hrvatske radiotelevizije.

## Radnja
Radnja drame smještena je u jednom istarskom selu, gdje vlada običaj da mještani godinama ulažu novac u tzv. "pogrebni fond". Tko je ulagao više novaca, bio je ugledniji u selu. Glavni lik priče je klesar Toni, kojeg supruga Ema neprestano tjera na rad i izradu nadgrobnih spomenika, od čega je već umoran.
Jednoga dana Toni odluči obući kostim fantoma te kao maskirana osoba obilazi seoske kuće nagovarajući žene da se odreknu besmislenog običaja ulaganja u pogrebni fond. Kao fantom, on počinje udvarati i vlastitoj ženi, što ona spremno prihvaća, potpuno zanemarivši svoju vjernost prema mužu. Situacija postaje još kompliciranija kad se Toni kao fantom počne često zadržavati kod Marije, žene jednog susjeda, što izaziva dodatne neugodnosti i spletke.
Na kraju, Toni pred svim seljanima priznaje svoj trik, govoreći:
Njegova poruka konačno utječe na seljane koji shvaćaju besmislenost običaja i odluče odbaciti stare predrasude.

## Glumačka postava
- Vanja Drach kao Toni (galantni fantom)
- Dubravka Gall kao Ema, Tonijeva žena
- Nela Eržišnik
- Đuka Tadić
- Ljubica Jović
- Ljubica Dragić-Stipanović
- Kruno Valentić

## Produkcija
Autor Ivo Ruggeri ovu je TV-dramu sam nazvao "TV groteskom". Iako originalni televizijski scenarij nije sačuvan u arhivu HTV-a, postoji ranija radijska verzija na talijanskom jeziku, emitirana na Radio Kopru. Ruggeri je rukopis za radijsku verziju ponudio Dramskom programu Hrvatskog radija 1956./1957., ali nije prihvaćen.

## Kritika
Kritika je u Ruggerijevom djelu prepoznala "prosvjetiteljsku" poentu, što je djelomično bila posljedica socrealističke ideologije prisutne u umjetnosti tog razdoblja.

## Vanjske poveznice
- Galantni fantom u internetskoj bazi filmova IMDb-a